# 思えば遠くへ来たもんだ
『思えば遠くへ来たもんだ』（おもえばとおくへきたもんだ）は、松竹配給の日本映画、TBS系列で放映されたテレビドラマ。ここでは、同系列で放映されたテレビドラマ「続・思えば遠くへ来たもんだ」についても記述する。

## 映画
1980年8月2日に公開された。93分。村田雄浩の映画デビュー作品。同時上映は『男はつらいよ 寅次郎ハイビスカスの花』。

### あらすじ
主人公・青田喜三郎は九州から秋田県角館東高校に世界史担当の臨時教師として赴任した。秋田弁と九州弁の違いに加え、黒須（カラス）をはじめとする生徒たちから「北京原人」と囃されたりして散々なスタートを切る。しかし、青田がカラスのいる柔道部を受け持ち、実力を十分に見せ付けるとともに、熱心に稽古指導するようになると、生徒たちも徐々に信頼し始める。
それから間もなく、高橋百合子という女性に一目惚れした青田は、その弟である松男（根性）が柔道部員で、現在登校していないことを知り、根性の家に説得に行く。その後何度も足を運んだ甲斐もあり、根性は学校に戻り、柔道部に復帰する。
青田の弟に対する思いやりに感激した百合子は、青田に密かに思いを寄せるようになる。青田とデートした百合子は、見合いを勧められて迷っていると相談をする。百合子は断れと言ってほしかったが、けっきょく青田は何も言えずバス停で別れる。それからしばらくして百合子は結婚してしまう。
それを見かねた本間茂が、青田の名前でラブレターを清水鹿子に出すが、二人の関係に進展はなかった。茂は茂で、従姉妹の秋山道子から思いを寄せられているのに、もう一歩踏み出せなかった。しかし青田に励まされ、角館駅で思いを通しあう。
角館に来て一年後、桜の季節が近い頃。角館の街の中では相変わらず稽古を続ける青田と柔道部員の姿があった。

### スタッフ
- 監督 － 朝間義隆
- 製作 － 名島徹
- 脚本 － 朝間義隆、梶浦政男
- 撮影 － 吉川憲一
- 美術 － 芳野尹孝
- 音楽 － 海援隊
- 編集 － 後藤彦治
- ロケ協力 － 角館町

### 出演
- 青田喜三郎：武田鉄矢
- 高橋百合子：あべ静江
- 清水鹿子：熊谷真実
- 秋山道子：志方亜紀子
- 黒須昭一（カラス）：山田隆夫
- 本間茂：吉田次昭
- 高橋松男（根性）：村田雄浩
- 檜山大八郎：山谷初男
- 大曲のやくざ：たこ八郎
- 雫石先生：山本圭
- 千厩校長：大滝秀治
- 渡辺よし子：泉ピン子
- よし子の母：大山のぶ代
- 本間あや：乙羽信子
- 本間得治：植木等

## テレビドラマ

### 思えば遠くへ来たもんだ
1981年（昭和56年）3月17日から全3話で放映された。制作は木下プロダクション(現TBSスパークル)。

#### 放映日
1. ぼく、青田先生（1981.03.17）
2. 先生殴りこむ（1981.03.24）
3. 17才の頃（1981.04.07）

#### あらすじ（テレビ）
映画版とほぼ同一のストーリーだが、舞台は長野県上伊那郡高遠町（現・長野県伊那市）に変更され、青田が高橋百合子に最初に出会うのが赴任時のバスの中になっている。

#### スタッフ（テレビ）
- プロデューサー：飯島敏宏、阿部祐三
- 演出：飯島敏宏
- 原作：朝間義隆
- 脚本：宮崎晃
- 音楽：渡辺博也
- 主題歌：「思えば遠くへ来たもんだ」歌：古谷一行　作詞：武田鉄矢　作曲：山木康世　編曲：渡辺博也
- 制作協力：東通

#### 出演（テレビ）
- 青田喜三郎：古谷一行
- 高橋百合子：池上季実子
- 清水鹿子：森下愛子
- 黒須昭一（カラス）：山田隆夫
- 本間茂：池田善彦
- 秋山道子：斉藤とも子
- 高橋松男（根性）：時任三郎
- 本間得治：名古屋章
- 本間あや：加茂さくら
- 高橋かね代：橋本菊子
- 雫石先生：岸部シロー
- 千厩校長：松村達雄
- 持田和美：友直子
- 伊沢清子：中島めぐみ
- 加藤やよい：五十嵐知子
- 林真紀子：池まり子
- 野村伸代：川合木芽
- 雲雀三郎：川上伸之
- 佐伯信夫：樋渡のりお
- 鈴木達二：東寿明
- 門脇金男：久保田篤
- 中村大助：小幡一雅
- 小島完一：日野那彦
- 安藤よし子：井上夏葉
- よし子の母：春江ふかみ

### 続・思えば遠くへ来たもんだ
1981年10月6日から全6話で放映された。制作は木下プロダクション。

#### 放映日（続・テレビ）
1. 喜三郎参上！！（1981.10.06）
2. 祭りとケンカ（1981.10.13）
3. くちづけ（1981.10.20）
4. 意外！（1981.10.27）
5. 母ちゃんが来た（1981.11.03）
6. さらば気仙沼（1981.11.10）

#### あらすじ（続・テレビ）
千厩校長の紹介で、青田喜三郎は宮城県気仙沼市の男子校に臨時教師として赴任することになった。しかし、待っていたのは全く覇気のない生徒たちであり、前任校のカラスによく似た百目木という生徒からは「ホヤ」とあだ名をつけられる始末だった。同じ市内に女子高があり、生徒同士は相容れない関係であったが、祭りの日の喧嘩がきっかけで何組もカップルが出来るようになるほど親しくなる。青田はその女子高教師の竜舞千鳥に恋してしまうが、何と千鳥は百目木の姉であり、家族の問題で小さな頃から別居していることがわかる。一方、青田は柔道部の顧問として部員の稽古指導に精を出し、生徒たちも見違えるように元気になっていくが、期待していた部員がやむを得ず学校を辞めたりしてなかなかうまくいかない。その間、青田は千鳥と交流を深めていった。柔道大会の日、レギュラーのひとり中赤田守が祖母の急病で大会に来られなくなり、代わりに指名した百目木は先鋒戦で敗れた。千鳥は青田に百目木を出してくれたことを感謝する。その頃、千鳥に婚約者がいるという噂を青田は耳にする。さらに校長から、正規の教師が復帰するので辞任を要請される。青田は生徒たちを混乱させないよう、誰にも言わずに気仙沼を去ることを決意する。辞任当日は奇しくも千鳥の結婚式の日でもあった。周囲がお祝いムードで盛り上がる中、青田は一人気仙沼駅へ向かう。

#### スタッフ（続・テレビ）
- プロデューサー － 飯島敏宏、阿部祐三
- 原作 － 朝間義隆
- 脚本 － 鹿水晶子
- 音楽 － 渡辺博也
- 主題歌 － 「思えば遠くへ来たもんだ」歌：古谷一行　作詞：武田鉄矢　作曲：山木康世　編曲：渡辺博也
- 挿入歌 － 「17才の頃」歌：古谷一行　作詞：市場馨　作曲：渡辺博也

#### 出演（続・テレビ）
- 青田喜三郎：古谷一行
- 竜舞千鳥：紺野美沙子
- 五駄鱈留六：渡辺篤史
- 百目木信夫：山田隆夫
- 下赤田武：アパッチけん
- 浪板稔：加藤純平
- 中赤田守：宮田恭男
- 立石かおる：清水久美子
- 鶴巻勝代：川上麻衣子
- 石川原梅子：伊佐山ひろ子
- 猿掛松男：森川正太
- 鶴巻一二三：土屋嘉男
- 鶴巻春子：野村昭子
- 立石岩夫：太宰久雄
- 階上雄之助（校長）：下條正巳
- 千厩校長：松村達雄
- 新月太郎：沢田研二
- 杉ノ下明美：一氏ゆかり
- 早稲谷緑：五十嵐知子
- 猫淵記久代：河野みゆき
- 唐桑兼子：大網めぐみ
- 最知戻江：吉田忍
- 上赤田太：最上太
- 母体田安行：鈴木秀治
- 寺沢学：徳永亘
- 長平要：近藤哲也
- 中瀬行男：工藤洋
- 小々汐明：戸谷広康
- 館森鉄夫：杉浦亘
- 石割憲一：細谷昌一
- 上段義夫：神林茂典
- 菖蒲沢まり：代ゆかり
- 丸森茜：海老井まゆみ
- 浦田みさと：橋本麻理子
- 星谷美智子：田中美紀
- 花泉千香子：田中かつみ
- 南郷夕子：堀清美
- 太田百合子：工藤えり
- 岩月レイ：黒羽まゆみ
- 石川原梨花：安孫子里香
- 石川原太一郎：萩生田善道
- 石川原洋二郎：小林健一
- 野々崎ルミ子：佳那晃子

## 注
| TBS系 火曜20時台（1981年3月-4月）   | TBS系 火曜20時台（1981年3月-4月） | TBS系 火曜20時台（1981年3月-4月） |
| 前番組                              | 番組名                            | 次番組                            |
| ----------------------------------- | --------------------------------- | --------------------------------- |
| 絶唱                                | 思えば遠くへ来たもんだ            | 春まっしぐら!                     |
| TBS系 火曜20時台（1981年10月-11月） |                                   |                                   |
| ぼくらの時代                        | 続・思えば遠くへ来たもんだ        | われら動物家族                    |